# Eskil Kylin
Eskil Wilhelm Viktor Kylin, född 12 juni 1889 i Ornunga församling, Älvsborgs län, död 8 juli 1975 i Adolf Fredriks församling, Stockholm, var en svensk läkare.
Eskil Kylin var son till hemmansägaren Nils Henrik Olsson och bror till Harald Kylin. Han avlade mogenhetsexamen i Göteborg 1908 och studerade därefter vid Uppsala universitet, blev 1912 medicine kandidat och 1916 medicine licentiat där och 1920 medicine doktor i Lund. Efter förordnanden bland annat i patologi, psykiatri, medicin och neurologi 1911–1923 var han 1924–1926 överläkare vid militärsjukhuset i Eksjös civila medicinska avdelning. 1926 blev han överläkare vid Jönköpings lasaretts medicinska avdelning. Han dömdes 1945 till fyra månaders suspension med anledning av anklagelser för bland annat vårdslöshet i tjänsten och tvingades därefter av en kraftig offentlig opinion att begära avsked från sin tjänst mot viss ekonomisk kompensation. Från 1946 var han privatpraktiserande läkare i Stockholm. Militärläkare från 1914 blev han 1926 regementsläkare i Fältläkarkåren och i dess reserv samma år. Han var biträdande lärare i medicin vid Karolinska institutet 1924 samt förklarad kompetent till professur i detta ämne i Lund 1929 och i Stockholm 1938. Kylin företog flera studieresor utomlands och publicerade omkring 180 internmedicinska arbeten, främst om blodtrycksstegring och hypofystransplantation.